# Eva Palmer-Sikelianos
Evelina "Eva" Palmer-Sikelianos (en griego: Εύα Πάλμερ-Σικελιανού; 9 de enero de 1874 - 4 de junio de 1952) fue actriz, bailarina, musicóloga y textilista estadounidense experta en temas de la Grecia antigua. La vida y sus esfuerzos artísticos se cruzaron con numerosos artistas a lo largo de su vida. Se inspiró o inspiró a los bailarines Isadora Duncan y Ted Shawn, la escritora Colette, la poeta Natalie Barney y la actriz Sarah Bernhardt. Se casó con Angelos Sikelianos, un poeta y dramaturgo griego. Juntos organizaron un renacimiento del Festival Délfico en Delfos, Grecia. Con este festival de arte, música y teatro esperaba promover la paz y armonía en Grecia y resto del mundo. 

## Trayectoria

### Primeros años
Evelina Palmer nació el 9 de enero de 1874 en Gramercy Park en Nueva York, hija de Catherine Amory Bennett y Courtlandt Palmer Sr. Fue una de los cinco hijos de una familia de intelectuales eclécticos y artistas. Su tía paterna era Mary Anna Palmer Draper, astrónoma y fotógrafa de astronomía. 
Su familia promovía el pensamiento liberal, la educación no convencional y la exploración en la música, el teatro y la literatura. Sus primeros recuerdos fueron de El club del siglo XIX al que pertenecía su padre, cuyas primeras reuniones se celebraron en la casa familiar. Este club reunió a personas de ideologías políticas dispares, ateos y personas religiosas. Su padre facilitó discusiones reflexivas y amables sobre política, religión y moralidad. Estas conversaciones, presenciadas por una joven Palmer, sembrarían las semilla de su pensamiento. Su padre murió en el verano de 1888 de apendicitis. La madre de Palmer se volvió a casar con Robert Abbe. Fue durante las vacaciones de verano de la familia en Bar Harbor, Maine, que conoció a Natalie Barney. Las dos compartieron su interés por la poesía, la literatura y la equitación. Barney comparó a Palmer con una virgen medieval, en homenaje a su cabello rojo hasta los tobillos y su semblante justo. Las dos se convertirían en amantes siendo más tarde vecinas en París. 
Los hermanos de Palmer también influyeron en su vida, en particular su hermano Courtlandt Palmer Jr., que era un prodigio musical y, a temprana edad, podía tocar al piano la mayoría de las obras de compositores de renombre. Como la música era parte integral de la vida de su madre, todos los hermanos Palmer fueron animados a realizar actividades musicales. Así, la joven estudió teoría de la música y arreglos corales griegos. 
Palmer se matriculó en varios internados y escuelas diurnas esporádicamente y por breves períodos de tiempo. Su padre estableció una escuela experimental de corta duración llamada Van Taube School. Ella misma no estaba inscrita, pero recuerda su formato abierto que alentaba a las mentes creativas a explorar sin un plan de estudios rígido. Después de la mayoría de edad, Palmer asistiría al Bryn Mawr College. Mientras estudiaba en Bryn Mawr, estudió literatura y artes escénicas. Dejó la escuela antes de conseguir un título al preferir unirse a su hermano Palmer Jr. en Roma durante un año y estudiar de forma autodidacta.

### París
Palmer se estableció en Neuilly, un barrio de expatriados cerca de París. Palmer perfeccionó su francés, asistiendo al teatro y participando en representaciones teatrales improvisadas en fiestas en el jardín del patio trasero de Natalie Barney. En una de estas fiestas, Palmer actuó con Colette, en el Dialogue au Soleil Couchant de Pierre Louÿs. Durante este tiempo también conoció a Sarah Bernhardt. Se le pidió a Palmer que actuara con Bernhardt en el escenario, un acuerdo que finalmente fracasó. Durante una breve incursión en Londres, a Palmer se le ofreció unirse a la compañía de teatro de Mrs. Patrick Campbell. Sin embargo, la condición previa de Campbell para que Palmer se uniera a la compañía exigía que ella se desvinculara públicamente de Natalie Barney. Ante esta condición, declinó la oportunidad ofrecida. 
En París conoció a Raymond Duncan, el hermano de Isadora Duncan, y su esposa Penélope, hermana del poeta Angelos Sikelianos. Debido a los disturbios laborales en París en 1905, la pareja y su bebé se instalaron con Palmer en su pequeña casa en Neuilly. Tenían un interés común: la ropa y el arte griego. Con la esperanza de reproducir la calidad de las auténticas túnicas griegas, el trío creó un telar para crear prendas para su uso. Estos esfuerzos finalmente llevaron a Palmer a abandonar la ropa convencional a favor de los vestidos y las sandalias de cuero hechas a mano. El canto y la recitación de Penélope de la poesía de Sikelianos intrigó aún más a Palmer que se trasladó con los Duncan a Grecia. 

### Grecia
Palmer y los Duncan se asentaron por un tiempo en la casa de la familia Duncan, en las estribaciones de las montañas Hymettos, a ocho kilómetros de Atenas. Allí Penélope le presentó a su hermano. Ambos comprendieron que compartían una misma visión del mundo. Fue durante este tiempo cuando idearon revivir el Festival Délfico. Tanto Palmer como Sikelianos buscaron unir a las personas a través del arte, la música y el teatro, compartiendo un mensaje de armonía entre personas de diferentes orígenes étnicos, religiosos y políticos.
Palmer siguió a Sikelianos a Lefkas, la isla jónica en la costa occidental de Grecia y el hogar de sus antepasados. Él compartió con ella su poesía y discutieron en mayor profundidad la Idea Délfica. Palmer se había construido un telar ya que seguía interesada en tejer ropa al estilo de los antiguos griegos. En 1907, Palmer y Sikelianos viajaron a Estados Unidos de América. Palmer no estaba preparada para el interés que la prensa estadounidense mostró en ella y especialmente en su modo de vestir. Como sus vestidos se alejaban de las moda parisina, los periódicos de Nueva York encontraron en Palmer abundante material para escribir. El propósito de su visita era presentar a su madre a Sikelianos y casarse. La pareja se casó en Bar Harbor, Maine, el 9 de septiembre de 1907. Asumió un apellido con guion: Eva Palmer-Sikelianos.
Al regresar a Grecia, la pareja se instaló en Atenas, donde Palmer dio a luz a un hijo al que llamaron Glafkos. La familia también mantuvo una pequeña residencia en Lefkas. Comenzó a estudiar música religiosa griega y notación con Konstantinos Psachos, en ese momento nombrado por el Patriarca Ecuménico de Constantinopla como Maestro de Música de la Gran Iglesia de Cristo. El interés de Palmer se centraba en la complejidad de la música griega, ya que no se puede reproducir en notación de la misma manera que la música europea. Para hacerlo se requiere aprender la notación musical bizantina. Las actividades académicas de Palmer en música le crearon el deseo de formar una escuela cuyo propósito sería preservar la música griega autóctona. Además, utilizando sus propios fondos y organizando campañas de recaudación, ella y Psachos recaudaron el dinero necesario para encargar la creación de un armonio especializado. El instrumento fue fabricado por GF Steinmeyer en 1924 en Alemania y nombrado por Psachos Panharmonium Evion en honor a su patrocinadora más importante, Eva Palmer. El Evion Panharmonium original fue destruido durante la Segunda Guerra Mundial, pero Psachos llevó a Grecia dos versiones más pequeñas. No consiguió su objetivo de formar la escuela de música.
La relación entre Eva y Angelos fue descrita por Takis Dimopoulos, un amigo muy cercano a Angelos y que entendió su trabajo, en su artículo titulado " El poeta y Eva ".

### Primer Festival Délfico
El primer Festival Délfico organizado por Palmer y su esposo comenzó el 9 de mayo de 1927. Duró varios días. Incluía una producción de la tragedia griega Prometeo encadenado, realizada en medio de las ruinas del teatro de Delfos, una competición atlética en el estadio y una feria de artesanía local en el pueblo cercano. Los preparativos para el festival comenzaron casi tres años antes y presentaron tanto reveses como éxitos inesperados. Organizar tal evento requirió tiempo, esfuerzo y dinero. Se buscó el patrocinio y la cooperación del gobierno griego, instituciones educativas y empresas. Palmer utilizó tanto su propia herencia como préstamos para realizar el festival. 
La tarea principal de Palmer era la producción de Prometeo encadenado, que implicaba dirigir la obra, la danza del coro griego y crear el vestuario Psachos fue el encargado de la música. Este insistió en la inclusión de una orquesta acompañante de músicos. Las representaciones teatrales griegas de la antigüedad no presentaban tales orquestas ni el diseño del teatro lo acomodaba, por eso, ella sentía que la producción teatral necesitaba una representación auténtica y que desviarse de la autenticidad provocaría una producción inexacta de la obra y el mensaje general del Festival Délfico se estropearía. A pesar de sus dudas, se incluyó la orquesta instrumental. Para su alivio y sorpresa, la música que acompañaba a la orquesta era en gran medida inaudible dado el diseño del teatro.
También se dedicó a la producción confiando tanto en sus estos estudios como en su instinto. Una característica de las actuaciones atléticas fue la Danza Pírrica, hombres vestidos con armadura bailando y manteniendo el ritmo con sus pisadas. Encontrar suficientes hombres capaces de realizar este baile, así como crear los petos, cascos, espadas y lanzas, fue una gran tarea. En su ayuda acudió el Ministerio de Guerra griego y Alexandros Mazarakis-Ainian, quienes pusieron a su disposición a todos los hombres que necesitaba para la Danza Pírrica, así como tiendas de campaña, camiones y otros suministros necesarios para llevar a cabo el festival.
El festival concluyó con éxito. La obra de teatro y las competiciones deportivas fueron grabadas por el cineasta griego Dimitrios Gaziadis. La película se tituló Prometeo en cadenas y se reprodujo en 1971. Los reportajes de la prensa en toda Grecia y Europa escribieron críticas positivas sobre el festival y este convenció a muchos escépticos.

### Segundo Festival Délfico
El éxito del primer festival aseguró la cooperación del gobierno griego para los festivales posteriores. Se decidió que se crearía una lotería nacional tanto para pagar las deudas del primero como para pagar el segundo festival. En ese momento, Grecia tenía una lotería cuyos rendimientos se dividían entre financiar los esfuerzos arqueológicos del país y la Armada griega, pero cuando llegó el momento de imprimir los boletos para la lotería, surgió un problema causado posiblemente por el ministro de la Marina que temía que los fondos fueran al festival en lugar de apoyar a su ministerio. Desilusionada por este revés, Palmer viajó a Estados Unidos donde permaneció alrededor de un año. Dio conferencias y escribió artículos sobre el festival aunque no consiguió los recursos deseados. Le pidieron que se quedara y enseñara en la Universidad Yale los coros griegos que había dirigido en El Prometeo encadenado. Sin embargo, rechazó la oferta, sintiendo que no podría enseñar tales cosas de una manera auténtica y sostenible.
Palmer regresó a Europa, permaneciendo en París antes de regresar a Grecia en el otoño de 1929 y comenzar la planificación del segundo Festival Délfico. No está claro cómo se resolvió el problema de la Lotería de Delfos y el Ministerio de la Marina. Ella y Sikelianos se decidieron por Las suplicantes como la obra clave. Esta obra presentaba al coro griego como personaje y antagonista de la obra. Se necesitaban cincuenta integrantes del coro y, a diferencia del primer festival, los voluntarios fueron numerosos. El Ministerio de Guerra griego también volvió a proporcionar apoyo en hombres y materiales.
Psacos nuevamente se encargó de escribir pero por desavenencias se retiró de la producción. Tanto las competiciones deportivas como la exhibición de artesanía volvieron a formar parte del festival. El festival tuvo lugar en 1930 y fue un éxito. 
Paralelo a la idea del festival fue la creación de una Universidad Délfica promovida en gran parte por Sikelianos. Ante el éxito de los dos festivales, esperaban que tal escuela pudiera organizarse. Sin embargo, el gobierno griego no aceptó la idea ya que estaba más interesado en cómo los futuros festivales podrían promover los productos y el turismo griegos.
Palmer volvió nuevamente a Estados Unidos con la esperanza de despertar interés en la Idea Délfica y la tragedia y el drama griegos. Su matrimonio con Sikelianos fue anulado en 1934 y él se volvió a casar en Grecia.

### Estados Unidos
Palmer renovó sus esfuerzos teatrales en Estados Unidos. Fue invitada a unirse al Proyecto Federal de Teatro en Nueva York, un programa del New Deal para emplear a artistas, escritores y directores sin trabajo. Bajo este proyecto, intentó producir Los persas de Esquilo, que contó con un coro de cincuenta hombres. También participó en la producción de una obra de Navidad, así como en la escritura y producción de una comedia basada en una obra griega de Aristófanes. Sin embargo, ninguno de estos esfuerzos llegó a buen término y fue despedida del programa. En la primavera de 1938, daría una conferencia a un grupo de la sociedad griega llamada Philiko, aunque la participación se limitó a cuatro personas.
Enfermó de neumonía y tuvo que pemanecer en cama durante un tiempo prolongado. Este fue un tiempo de descanso y reflexión. Durante un tiempo, Palmer se quedaría con un amigo en Greenwich, Connecticut.
En enero de 1939, Palmer asistió a una producción de danza en la Irving Washington High School en Nueva York, Dance of Ages de Ted Shawn y su compañía de bailarines. Comprendió que compartía con él su ideas sobre la danza y la música. Los dos colaborarían los años siguientes. Palmer le enseñaría a la compañía de danza de Shawn su interpretación del coro griego y produciría el vestuario. Shawn y Palmer continuarían produciendo espectáculos que se vieron en Nueva York y Florida. Más tarde llegarían a un desacuerdo artístico que finalmente condujo al final de su asociación.

### Muerte
Palmer regresó a Grecia en la primavera de 1952. Dos semanas después de su llegada, sufrió un derrame cerebral mientras asistía a una representación teatral en Delphi. Tenía 78 años. De acuerdo con sus deseos, fue enterrada en Delfos.

## Upward Panic
Upward Panic es el título de su autobiografía que fue editada por John P. Anton, profesor de filosofía y cultura griega en la Universidad del Sur de Florida. Es el cuarto volumen de la colección que compone el programa de Coreografía y Estudios de Danza  publicado por Harwood Academic Publishers en 1993. El profesor Anton recibió una beca en 1985 que le permitió viajar a Grecia para investigar la vida y la obra de Palmer. Ella comenzó a escribir su autobiografía en 1938 y continuó hasta 1948. El libro está dividido en dos partes, la primera es más autobiográfica, donde habla de sus primeros años y su familia. La segunda mitad se refiere a los festivales de Delfos, sus experiencias posteriores en América y ensayos teóricos.
Upward Panic fue un término acuñado por Palmer con el que describían la creciente euforia experimentada en la culminación del drama trágico, la música y la danza. Ella y Sikelianos creían que la búsqueda de estas artes conduciría a las personas hacia la paz y la comprensión mutua. El término en sí tiene sus raíces en Arcadia, la mitología griega y en el dios Pan, de donde deriva la palabra pánico.